# INAC Kobe Leonessa

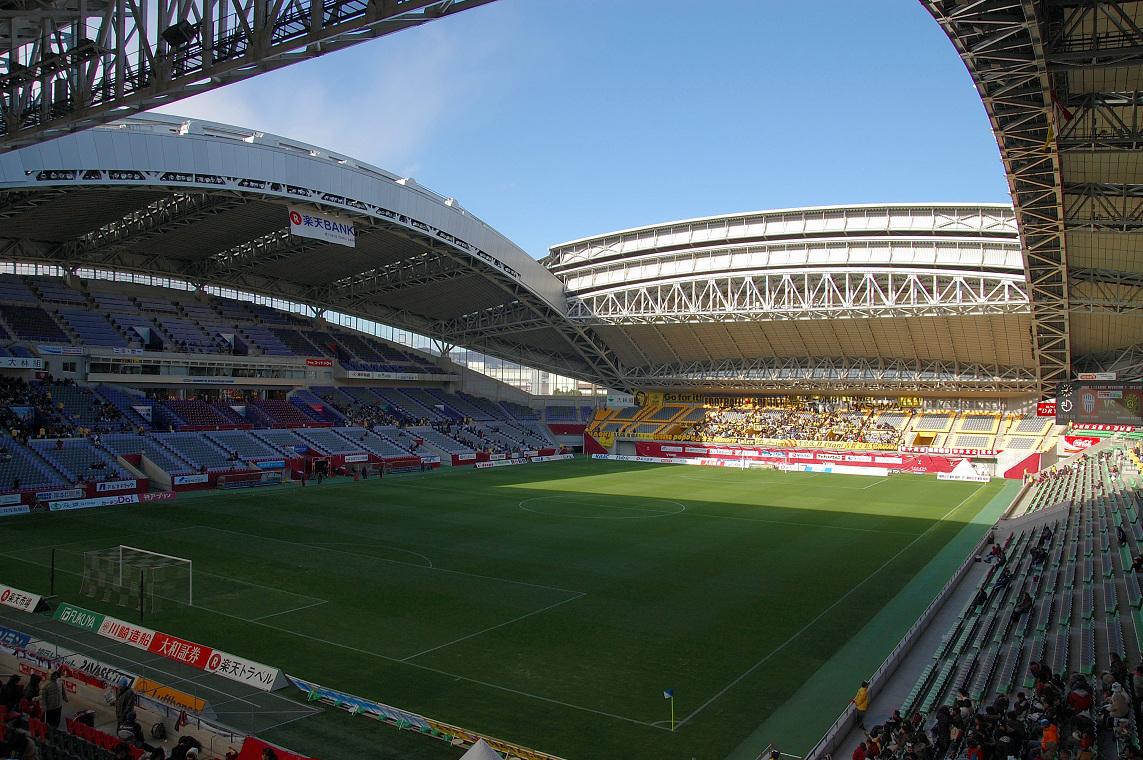
Kobe Wingstadion

INAC Kobe Leonessa (Japans: INAC神戸レオネッサ, INAC Kōbe Leonessa) is een Japanse vrouwenvoetbalclub. De club speelt in de hoogste afdeling van de Nihon Joshi Soccer League (日本女子サッカーリーグ). De club speelt zijn thuiswedstrijden in de Japanse stad Kobe. De bijnaam van de club is "Leonessa", wat leeuwin in het Italiaans betekent. Homare Sawa speelt bij INAC Kobe Leonessa.

## Erelijst
Nationaal
- Nadeshiko.League Division 1: 2011, 2012, 2013
- Empress's Cup All-Japan Women's Football Tournament: 2010, 2011, 2012, 2013, 2015, 2016
- Nadeshiko League Cup: 2013

Internationaal
- Japan/Korea Women's League Championship: 2012
- International Women's Club Championship: 2013